# 青春愛神介
青春愛神介（学名：Hemicytheria estrualina）为半花介科愛神介屬下的一个种。